# السلام عليكم بكين (فلم)
السلام عليكم بكين (بالإندونيسية: Assalamualaikum Beijing) فيلم دراما إندونيسي لعام 2014 من إخراج جونتور سوهارجانتو. تم اقتباس الفيلم من رواية بنفس الاسم للكاتبة أسماء ناديا.

## القصة
يتحدث عن «أسمرة» التي تكتشف خيانة خطيبها «رضوان» لها قبل يوم من يوم الزفاف، مع رفيقتها في العمل «أنيتا». فيحاول «رضوان» إقناعها ليتما الزواج. لكن قلبها كان مازال مجروح.. وتزداد المشكلة سوء بعد أن أصبحت «أنيتا» حامل. فتسافر إلى بكين للعمل كصحفية وتلتقي ب «تشونغ ون»، وتبدأ الأحداث.

## روابط خارجية
- السلام عليكم بكين على موقع IMDb (الإنجليزية)
- السلام عليكم بكين على موقع أول موفي (الإنجليزية)
- السلام عليكم بكين على موقع فيلمافينيتي (الإسبانية)
- السلام عليكم بكين على موقع قاعدة بيانات الفيلم (الإنجليزية)
- السلام عليكم بكين على موقع ليتربوكسد (الإنجليزية)
- السلام عليكم بكين على موقع كينوبويسك (الروسية)